# Elección presidencial de El Salvador de 1895
Las elecciones presidenciales de El Salvador de 1895 fueron celebradas separadamente para los cargos de Presidente y Vicepresidente, donde Rafael Antonio Gutiérrez fue el único candidato a la presidencia. En las elecciones de vicepresidente Prudencio Alfaro venció a Carlos Meléndez y a otros cuatro candidatos menores.

## Resultados

### Presidente
|  | 99.85 % |

|  | 0.15 % |

|  | 100 % |

### Vicepresidente
|  | 62.51 % |

|  | 30.91 % |

|  | 6.58 % |

|  | 100 % |

#### Resultados por departamento
La siguiente tabla muestra el número de votos que recibió cada candidato de cada uno de los 14 departamentos del país. El candidato con más votos en un departamento está resaltado en gris. Los resultados no están completos y no se muestra un candidato.
| Departamentos                            | Prudencio Alfaro | Carlos Meléndez | Estanislao Pérez | Tomás Regalado | Francisco Hurtado |  |
| Departamentos                            | Votos            | Votos           | Votos            | Votos          | Votos             |  |
| ---------------------------------------- | ---------------- | --------------- | ---------------- | -------------- | ----------------- |  |
| Departamentos                            | Ahuachapán       | 3,647           |                  | 167            |                   |  |
| Cabañas                                  |                  |                 |                  |                |                   |  |
| Chalatenango                             | 4,278            | 2,759           |                  |                |                   |  |
| Cuscatlán                                | 2,635            | 2,634           |                  |                |                   |  |
| La Libertad                              | 1,001            | 2,752           |                  | 472            |                   |  |
| La Paz                                   | 3,334            | 408             |                  |                |                   |  |
| La Unión                                 |                  |                 |                  |                |                   |  |
| Morazán                                  |                  |                 |                  |                |                   |  |
| San Miguel                               |                  |                 |                  |                |                   |  |
| San Salvador                             | 4,543            | 2,696           |                  |                |                   |  |
| Santa Ana                                | 1,210            |                 | 1,901            | 432            |                   |  |
| San Vicente                              | 260              | 3,170           |                  |                |                   |  |
| Sonsonate                                | 3,645            | 188             | 590              |                | 177               |  |
| Usulután                                 | 3,096            | 270             |                  |                |                   |  |
| Total                                    | 38,006           | 18,792          | ~4,000           | ~4,000         | ~4,000            |  |
|                                          |                  |                 |                  |                |                   |  |
| Fuente: Diario Oficial 1895, pp. 161–162 |                  |                 |                  |                |                   |  |